# اللمسون

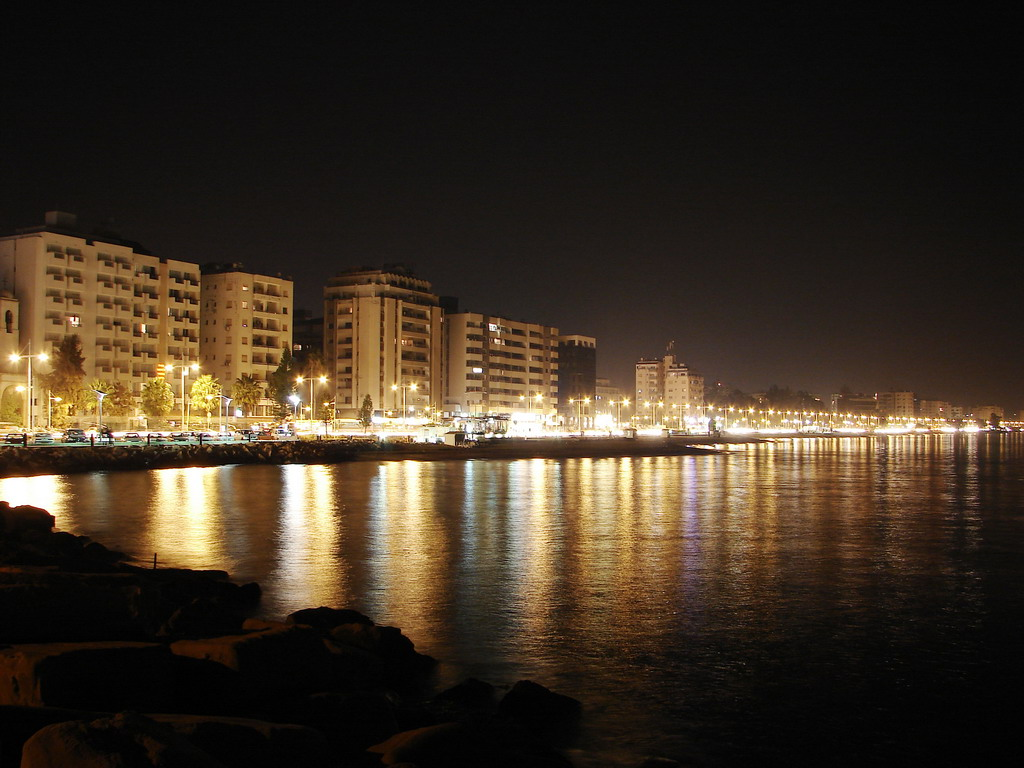
ليماسول ليلاً.

اللِّمْسُونُ أو ليماسول (باليونانية: Λεμεσός، بالتركية: Leymosun) هي مدينة تقع على الساحل الجنوبي لقبرص، وعاصمة منطقة ليماسول واحدة من 6 مناطق إدارية للجزيرة، وليماسول هي ثاني أكبر منطقة حضرية في قبرص بعد نيقوسيا بعدد سكان نحو 262,238 نسمة. بلدية ليماسول هي الأكثر اكتظاظًا بالسكان في قبرص، حيث يبلغ عدد سكانها 108,105 نسمة، تليها ستروفولوس في نيقوسيا.
تعد ليماسول من أهم مناطق قبرص، ووتعدّ من أهم المناطق السياحية في الاتحاد الأوروبي حيث تتمتع بمناخ متوسطي معتدل صيفا وشتاء. مساحة ليماصول 1600 كم مربع وهي بجوار لارنكا وبافوس والبحر الأبيض المتوسط في الجنوب الغربي لجزيرة قبرص؛ وتعدّ همزة وصل بين فلسطين والاتحاد الأوروبي. يعتمد اقتصاد المدينة على التجارة البحرية وأرباح مسابقة الفورميلا 1 والسياحة والصناعات الخفيفة والتحويلية، وبدرجة أقل الفلاحة. رئيس بلدية ليماصول هو «أندرياس كريستو».

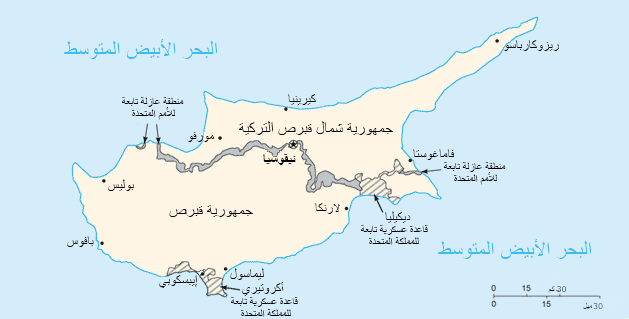
خريطة قبرص تبين خط تقسيم الجزيرة وموقع ليماسول في الجنوب.

لا يوجد فيها مطار، وأقرب مطار لها هو مطار لارنكا الدولي الذي يبعد عنها 74 كم تقريبا (أقل من ساعة بالسيارة)، بها ميناء بحري.
أشهر المعالم حديقة الحيوان ومتحف الحياة البرية ومدينة الملاهي في المياه والشواطئ.

## الجغرافيا

### البلديات والأحياء
تشمل المنطقة الحضرية في ليماسول اليوم بلدية ليماسول وبلديات كاتو بوليميديا وميسا جيتونيا وأجيوس أثاناسيوس وجيرماسوجيا وإيبسوناس. ولأغراض إدارية، تنقسم بلديات ليماسول إلى أحياء، باستثناء إبسوناس.

### المناخ
| البيانات المناخية لـليماسول       | البيانات المناخية لـليماسول | البيانات المناخية لـليماسول | البيانات المناخية لـليماسول | البيانات المناخية لـليماسول | البيانات المناخية لـليماسول | البيانات المناخية لـليماسول | البيانات المناخية لـليماسول | البيانات المناخية لـليماسول | البيانات المناخية لـليماسول | البيانات المناخية لـليماسول | البيانات المناخية لـليماسول | البيانات المناخية لـليماسول | البيانات المناخية لـليماسول |
| الشهر                             | يناير                       | فبراير                      | مارس                        | أبريل                       | مايو                        | يونيو                       | يوليو                       | أغسطس                       | سبتمبر                      | أكتوبر                      | نوفمبر                      | ديسمبر                      | المعدل السنوي               |
| --------------------------------- | --------------------------- | --------------------------- | --------------------------- | --------------------------- | --------------------------- | --------------------------- | --------------------------- | --------------------------- | --------------------------- | --------------------------- | --------------------------- | --------------------------- | --------------------------- |
| الدرجة القصوى °م (°ف)             | 25 (77)                     | 28 (82)                     | 28 (82)                     | 32 (90)                     | 34 (94)                     | 37 (99)                     | 39 (103)                    | 36 (97)                     | 36 (97)                     | 34 (93)                     | 30 (86)                     | 28 (82)                     | 39 (103)                    |
| متوسط درجة الحرارة الكبرى °م (°ف) | 16 (60)                     | 16 (61)                     | 18 (64)                     | 21 (69)                     | 24 (75)                     | 27 (81)                     | 30 (86)                     | 30 (86)                     | 29 (84)                     | 26 (79)                     | 22 (71)                     | 17 (63)                     | 23 (73)                     |
| متوسط درجة الحرارة الصغرى °م (°ف) | 9 (48)                      | 9 (48)                      | 11 (51)                     | 14 (57)                     | 17 (62)                     | 21 (69)                     | 23 (73)                     | 23 (73)                     | 21 (69)                     | 18 (64)                     | 13 (56)                     | 11 (51)                     | 16 (60)                     |
| أدنى درجة حرارة °م (°ف)           | 0 (32)                      | 0 (32)                      | 3 (38)                      | 7 (45)                      | 10 (50)                     | 14 (57)                     | 17 (63)                     | 18 (64)                     | 14 (57)                     | 12 (53)                     | 4 (39)                      | 1 (33)                      | 0 (32)                      |
| الهطول مم (إنش)                   | 71 (2.8)                    | 76 (3)                      | 48 (1.9)                    | 18 (0.7)                    | 2.5 (0.1)                   | 0 (0)                       | 0 (0)                       | 0 (0)                       | 0 (0)                       | 23 (0.9)                    | 48 (1.9)                    | 79 (3.1)                    | 365.5 (14.4)                |
| المصدر:                           |                             |                             |                             |                             |                             |                             |                             |                             |                             |                             |                             |                             |                             |

[بحاجة لمصدر]

## السكان

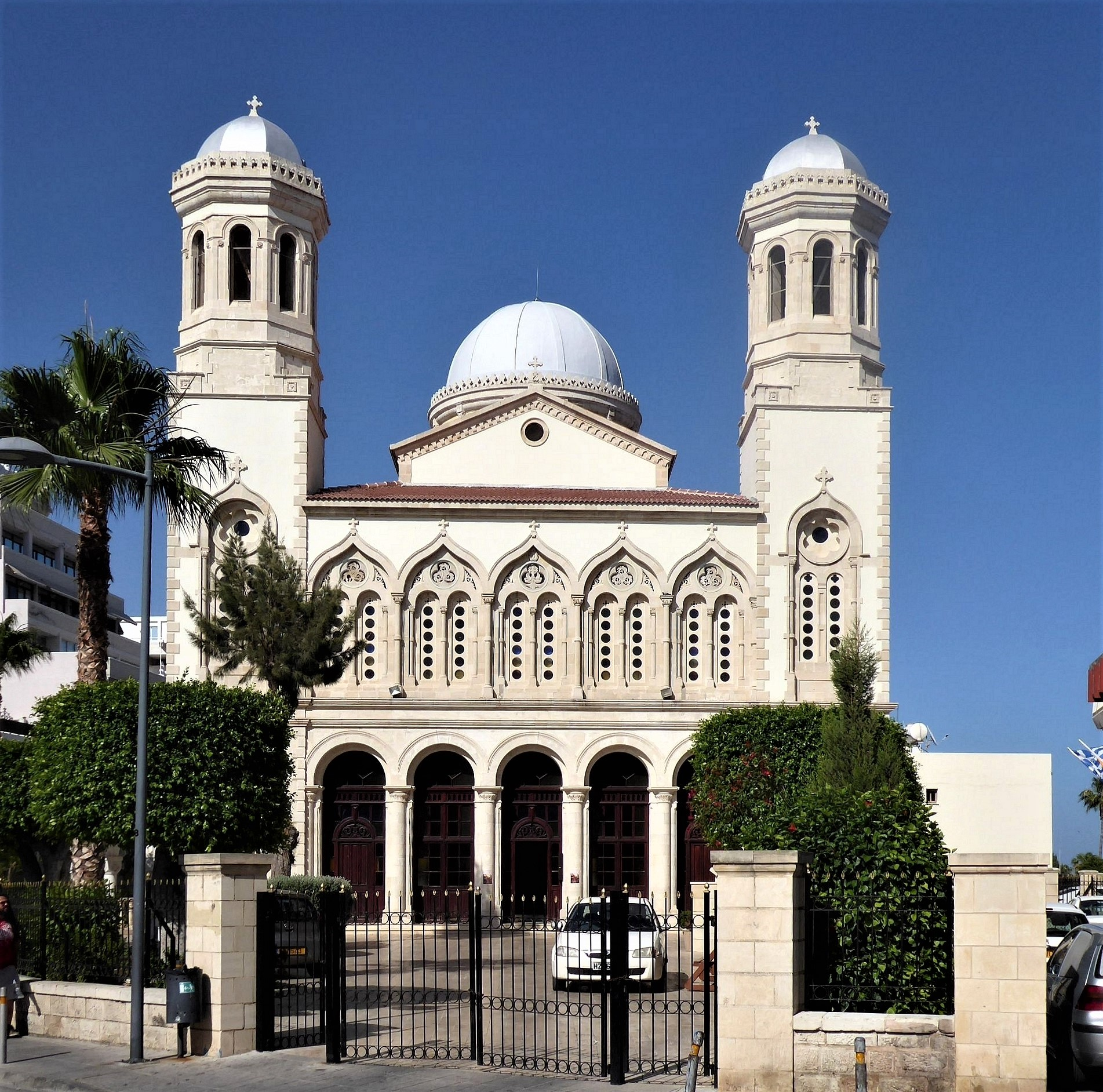
كنيسة آيا نابا

ليماسول هي ثاني أكثر المناطق اكتظاظًا بالسكان في قبرص، حيث بلغ عدد سكانها 198,558 نسمة حسب تعداد قبرص لعام 2021. بلغت جنسيات سكان المنطقة في عام 2021 77.7% قبارصة، و8.6% مواطنون من الاتحاد الأوروبي، و13.1% مواطنون أجانب، و0.6% لم يذكروا جنسيتهم. بين عامي 2011 و2021، اكتسبت المنطقة 26,827 نسمة.
منذ ستينيات القرن العشرين، أدت الهجرة الداخلية وتدفق النازحين بعد عام 1974 إلى زيادة كبيرة في عدد سكان ليماسول وضواحيها.

## المدن الشقيقة والتوأم
المدن الشقيقة والتوأم لليماسول:

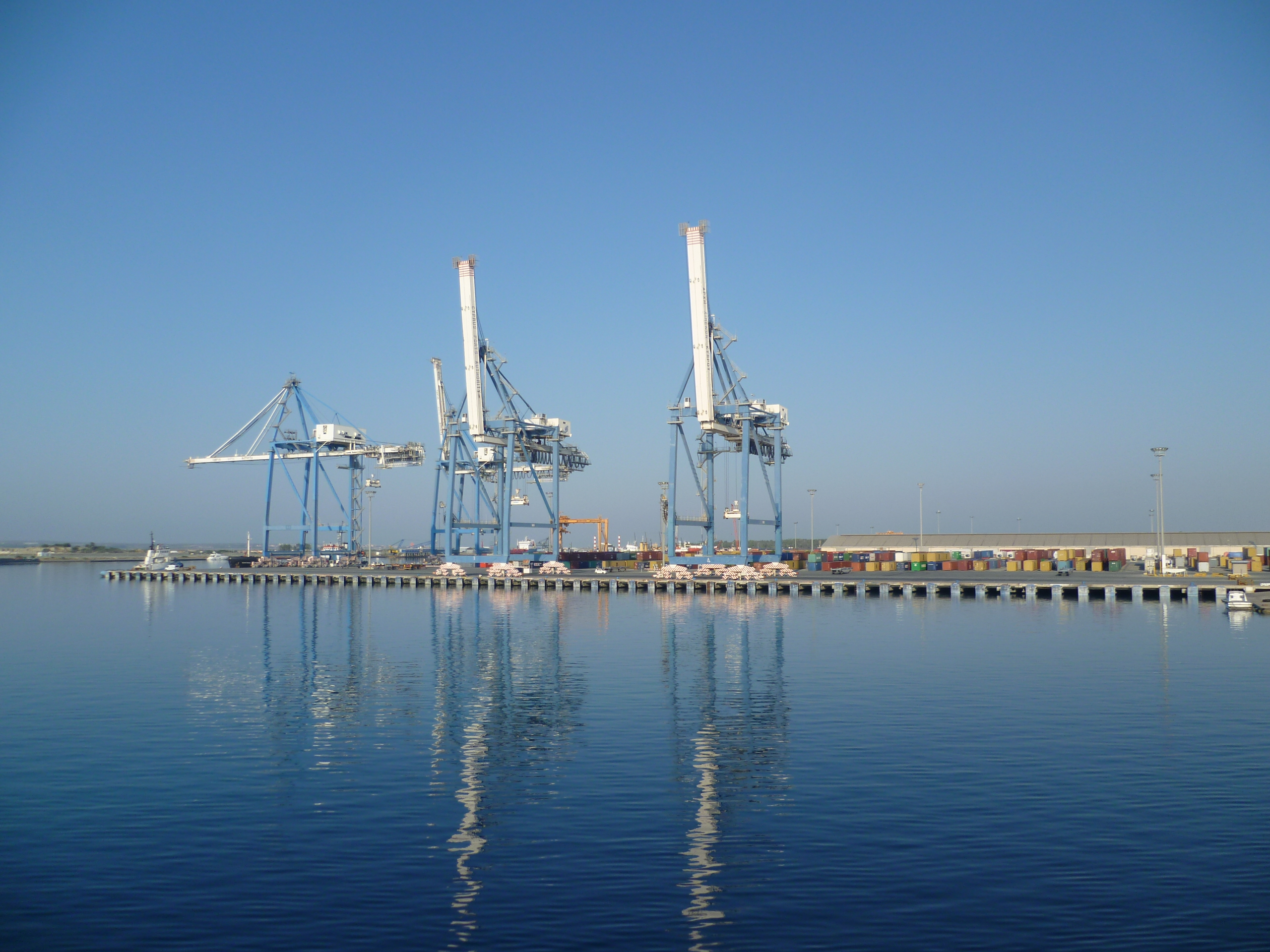
روافع ميناء ليماسول

| - نانجينغ في الصين - الإسكندرية في مصر - مارسيليا في فرنسا - Dals-Ed في السويد |  | - هرقليون في كريت، اليونان - باتراس في اليونان - رودس في اليونان - سالونيكي في اليونان |  | - يوانينا في اليونان - زاكينثوس في اليونان - حيفا في إسرائيل (منذ 2000) - تل أبيب في إسرائيل |

## أعلام
- مصطفى أقينجي
- ماركوس باجداتيس
- جيورجيوس ايفريم
- هارولد بريغس
- كايرياكوس إيوانو
- جيورجوس ميركيس